# Olof Byström
Olof Byström, född 30 juli 1901 i Örebro, död 11 april 1999 i Stockholm, var en svensk litteraturvetare och museiman.
Byström blev 1945 filosofie doktor vid  Stockholms högskola och samma år docent i litteraturhistoria där. Han var knuten till Stockholms stadsmuseum och var en av Sveriges ledande och mest produktiva Bellmansforskare. Han erhöll professors namn 1979.